# Stefka Kostadinova
Stefka Georgieva Kostadinova (Bulgaars: Стефка Костадинова) (Plovdiv, 25 maart 1965) is een voormalige Bulgaarse hoogspringster en huidige voorzitster van het Bulgaars Olympisch Comité. Ze nam driemaal deel aan de Olympische Spelen en won hierbij twee medailles.

## Biografie

### Jeugd en eerste successen
Aanvankelijk wilde Kostadinova basketballer worden. Via de jeugdsportschool in haar woonplaats Plovdiv, waar zij regelmatig trainde, kwam zij echter met de atletieksport in aanraking toen zij tijdens een atletiekwedstrijd voor twaalf- en dertienjarige kinderen in Sofia 1,66 m sprong wat, naar zij zich liet vertellen, voor haar leeftijdsgroep een wereldrecord was. Toen ze vijftien jaar oud was, sprong zij over 1,84.
In 1984 overschreed Stefka Kostadinova op negentienjarige leeftijd voor het eerst de twee meter. Daarna ontwikkelde zij zich snel tot de toonaangevende hoogspringster. Twee jaar later evenaarde zij allereerst het twee jaar oude wereldrecord van 2,07 van haar landgenote Ljoedmila Andonova, om het vervolgens zes dagen later met één centimeter te verbeteren. Ze had toen inmiddels haar eerste wereldtitel al op zak, want in 1985 was zij op de World Indoor Games in Parijs, de voorloper van de huidige Wereldkampioenschappen indooratletiek, kampioene geworden.

### Wereldrecord en olympische titel
Kostadinova vestigde het wereldrecord (2,09 m) bij de wereldkampioenschappen van 1987 in Rome. Dat werd pas in 2024 verbroken door Jaroslava Mahoetsjich (2,10 m). Het jaar erna behaalde ze op de Olympische Spelen in Seoel zilver. Acht jaar later werd ze op de Olympische Spelen in Atlanta olympisch kampioene. Tussen die twee olympische prestaties zit een periode van pieken en dalen. In 1989 sukkelde ze met een knieblessure, om vervolgens een botje in haar linkervoet te breken, toen zij in 1990 trachtte terug te komen. Op de Olympische Spelen van 1992 reikte zij niet verder dan een teleurstellende vijfde plaats. En in januari 1995 werd haar zoon Nicolai geboren. In juli van dat jaar keerde ze terug aan het wedstrijdfront. Een maand later heroverde Kostadinova op de WK in Göteborg met een sprong over 2,01 haar wereldtitel hoogspringen.

### Vijfvoudig indoorkampioene
Stefka Kostadinova nam vijfmaal deel aan de wereldindoorkampioenschappen (Parijs 1985, Indianapolis 1987, Boedapest 1989, Toronto 1993 en Parijs 1997) en won bij alle vijf gelegenheden de gouden medaille. Ook op Europees niveau won ze alle kampioenschappen waaraan zij deelnam. In Stuttgart werd zij in 1986 outdoorkampioene en bij de Europese indoorkampioenschappen zegevierde zij in Athene 1985, Liévin 1987, Boedapest 1988 en Parijs 1994.

### Einde atletiekcarrière
In 1999 scheidde zij, na een huwelijk van tien jaar en een zoon in 1995, van haar echtgenoot en coach Nikolay Petrov. Datzelfde jaar zette Kostadinova een punt achter haar atletiekcarrière, nadat zij sinds de WK indoor in 1997 aan geen belangrijke wedstrijd meer had deelgenomen. Ze werd dat jaar ook vicepresident van de Bulgaarse Atletiekfederatie. Vervolgens werd zij in 2002 gekozen tot vicevoorzitter van het Staatsagentschap voor Jeugd en Sport. Weer drie jaar later, op 11 november 2005, werd ze tot voorzitter verkozen van het Bulgaars Olympisch Comité.
In 2012 werd ze opgenomen in de IAAF Hall of Fame.

### Meer dan honderd keer over twee meter
In totaal sprong Stefka Kostadinova meer dan 100 keer over 2 meter, een prestatie die geen enkele vrouw haar ooit nadeed.

## Titels
- Olympisch kampioene hoogspringen - 1996
- Wereldkampioene hoogspringen - 1987, 1995
- Wereldindoorkampioene hoogspringen - 1985, 1987, 1989, 1993, 1997
- Europees kampioene hoogspringen - 1986
- Europees indoorkampioene hoogspringen - 1985, 1987, 1988, 1994
- Balkan kampioene hoogspringen - 1985, 1986
- Balkan indoorkampioene hoogspringen - 1994
- Bulgaars kampioene hoogspringen - 1985, 1986, 1987, 1988, 1991, 1996
- Bulgaars indoorkampioene hoogspringen - 1984, 1985, 1986, 1987, 1988

## Persoonlijke records
| Onderdeel              | Prestatie          | Datum            | Plaats |
| ---------------------- | ------------------ | ---------------- | ------ |
| hoogspringen (outdoor) | 2,09 m (ex-WR; NR) | 30 augustus 1987 | Rome   |
| hoogspringen (indoor)  | 2,06 m (NR)        | 20 februari 1988 | Pireás |

## Palmares

### hoogspringen
- 1984:  Bulgaarse indoorkamp. - 1,87 m
- 1985:  Bulgaarse indoorkamp. - 1,92 m
- 1985:  WK indoor - 1,97 m
- 1985:  Wereldbeker - 2,00 m
- 1985:  Bulgaarse kamp. - 2,01 m
- 1985:  IAAF Grand Prix - 2,00 m
- 1985:  Europese beker - 2,06 m
- 1985:  Balkan kamp. - 2,00 m
- 1985:  EK - 1,97 m
- 1985:  Memorial Van Damme - 2,04 m
- 1986:  Bulgaarse indoorkamp. - 1,92 m
- 1986:  Bulgaarse kamp. - 2,01 m
- 1986:  Balkan kamp. - 2,01 m
- 1986:  Goodwill Games - 2,03 m
- 1986:  EK - 2,00 m
- 1987:  Bulgaarse indoorkamp. - 1,98 m
- 1987:  EK indoor - 1,97 m
- 1987:  WK indoor - 2,05 m
- 1987:  Europese beker - 2,00 m
- 1987:  Bulgaarse kamp. - 2,00 m
- 1987:  WK - 2,09 m
- 1987:  IAAF Grand Prix - 1,99 m
- 1988:  Bulgaarse indoorkamp. - 1,94 m
- 1988:  EK indoor - 2,04 m
- 1988:  Bulgaarse kamp. - 2,07 m
- 1988:  OS - 2,01 m
- 1989:  WK indoor - 2,02 m
- 1991:  IAAF Grand Prix - 2,00 m
- 1991:  Bulgaarse kamp. - 1,96 m
- 1991: 6e WK - 1,93 m
- 1992:  EK indoor - 2,02 m
- 1992: 4e OS - 1,94 m
- 1993:  WK indoor - 2,02 m
- 1993:  IAAF Grand Prix - 1,98 m
- 1994:  Balkan indoorkamp. - 1,97 m
- 1994:  EK indoor - 1,98 m
- 1995:  WK - 2,01 m
- 1996:  Bulgaarse kamp. - 2,03 m
- 1996:  OS - 2,05 m
- 1996:  Europese beker - 1,94 m
- 1997:  WK indoor - 2,02 m

## Onderscheidingen
- Bulgaars atlete van het jaar - 1985, 1987, 1995, 1996
- Beste atlete van de Balkan - 1985, 1987, 1995, 1996
- Ereburger van Plovdiv
- IAAF Hall of Fame - 2012

1928: Ethel Catherwood ·
1932: Jean Shiley ·
1936: Ibolya Csák ·
1948: Alice Coachman ·
1952: Esther Brand ·
1956: Mildred McDaniel ·
1960: Iolanda Balaș ·
1964: Iolanda Balaș ·
1968: Miloslava Rezková ·
1972: Ulrike Meyfarth ·
1976: Rosemarie Ackermann ·
1980: Sara Simeoni ·
1984: Ulrike Meyfarth ·
1988: Louise Ritter ·
1992: Heike Henkel ·
1996: Stefka Kostadinova ·
2000: Jelena Jelesina ·
2004: Jelena Slesarenko ·
2008: Tia Hellebaut ·
2012: Anna Tsjitsjerova ·
2016: Ruth Beitia ·
2020: Maria Lasitskene ·
2024: Jaroslava Mahoetsjich
1983 Tamara Bykova ·
1987 Stefka Kostadinova ·
1991 Heike Henkel ·
1993 Ioamnet Quintero ·
1995 Stefka Kostadinova ·
1997 Hanne Haugland ·
1999 Inha Babakova ·
2001 Hestrie Cloete ·
2003 Hestrie Cloete ·
2005 Kajsa Bergqvist ·
2007 Blanka Vlašić ·
2009 Blanka Vlašić ·
2011 Anna Tsjitsjerova ·
2013 Brigetta Barrett ·
2015 Maria Koetsjina ·
2017 Maria Lasitskene ·
2019 Maria Lasitskene ·
2022 Eleanor Patterson ·
2023 Jaroslava Mahoetsjich
- World Athletics: 14268653
- Library of Congress Control Number: no2018021920
- Virtual International Authority File: 3727151965369200470002
- WorldCat: E39PBJrm4Ck9bHx8RQ3kttGfv3